# Inga venusta
Inga venusta är en ärtväxtart som beskrevs av Paul Carpenter Standley. Inga venusta ingår i släktet Inga och familjen ärtväxter. Inga underarter finns listade i Catalogue of Life.